# Rivelliomima punctiventris
Rivelliomima punctiventris är en tvåvingeart som beskrevs av Mario Bezzi 1924. Rivelliomima punctiventris ingår i släktet Rivelliomima och familjen borrflugor. Inga underarter finns listade i Catalogue of Life.